# Теорія Голла
Теорія Холла кодування і декодування — це теорія сприйняття аудиторією медіа повідомлення, розроблена Стюартом Холлом.
Відповідно до теорії, аудиторія (глядачі) може мати три різних реакції на текст (повідомлення) медіа, будь то фільм, документальний фільм або газета:
1. Домінуюче, або бажане читання (англ. Dominant, or Preferred, Reading) — така якою її бачить директор/творець коли хоче щоб аудиторія переглянула медіатекст;
2. Опозиційне читання (англ. Opposition Reading) — коли аудиторія відкидає краще читання, і створює свій власний зміст тексту;
3. Узгоджене читання (англ. Negotiated Reading) — компроміс між домінуючим та опозиційним читанням коли публіка частково сприймає думки директора, але частково все ж-таки має свої власні погляди на текст.

Географічні та демографічні чинники впливають на спосіб того як аудиторія читає медіа тексти, так само як і на їхній особистий настрій.